# Episódio da água em seis dias

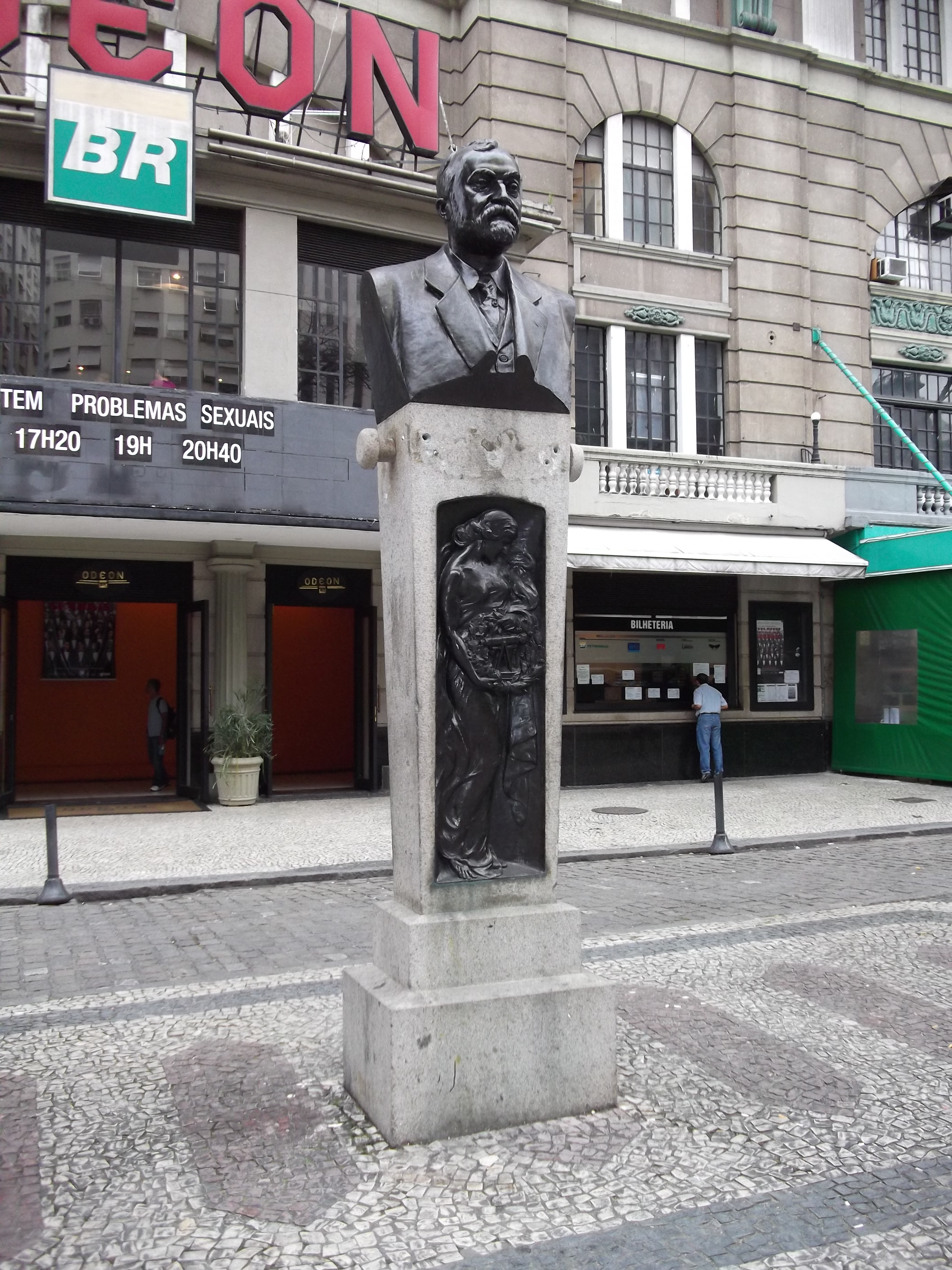
Busto de Paulo de Frontin na Cinelândia, cidade do Rio de Janeiro.

O episódio da água em seis dias ocorreu no final do Segundo reinado no Brasil, no verão de 1888. Eram dias de calor insuportável na cidade do Rio de Janeiro, então capital do Império, com os termômetros registrando 42 °C a população sofria com o abastecimento irregular dos chafarizes.

## História
Os comícios e passeatas eram frequentes e as críticas encontravam voz na imprensa principalmente através dos artigos de Rui Barbosa no Diário de Notícias. Pressionado, o Imperador D. Pedro II ordenou a realização de um concurso público para a escolha de um escritório de engenharia que realizasse novas obras de canalização.
O projeto vencedor, dos engenheiros Paulo de Frontin, Belfort Roxo e dos alunos da Escola Politécnica do Rio de Janeiro foi dimensionado para ser realizado em seis dias, ao invés dos seis meses prometidos pelos empreiteiros ao Governo Central, e a um custo bem menor. Na ocasião Paulo de Frontin contava com 29 anos de idade apenas e era considerado muito novo para tal desafio pelos colegas mais velhos.
Apesar das pressões políticas e ameaças de agressão física, o projeto foi realizado no prazo prometido. A água das cachoeiras do Rio Tinguá, na Serra do Comércio, na Baixada Fluminense, chegou à Represa do Barrelão, na cidade do Rio, canalizada em tubulação assentada à margem da linha da Estrada de Ferro Rio d´Ouro. O volume diário era de 16 milhões de litros.
Este sistema de abastecimento foi posteriormente ampliado e abasteceu durante muito tempo a Capital. Com o Plano Diretor de Abastecimento de Água da Região Metropolitana do Rio de Janeiro (PDA -RMRJ), elaborado pelo Eng. Jorge Paes Rios, para a CEDAE, estas captações foram destinadas apenas ao abastecimento da Baixada Fluminense devido a sua enorme expansão demográfica. O engenheiro Paulo de Frontin foi declarado Patrono do Engenharia Brasileira.